# 四叠氮合硼酸五氮
四叠氮合硼酸五氮是一种极其不稳定的无机化合物，化学式为N5[B(N3)4]。它是白色固体，在室温时剧烈爆炸。它可由六氟合锑酸五氮和四叠氮合硼酸钠在低温下二氧化硫中反应制得：
Na[B(N3)4] + N5SbF6 → N5[B(N3)4] + NaSbF6
它受热经叠氮化硼分解为氮化硼：
N5[B(N3)4] → 8N2 + BN